# اوکنهایم
اوکنهایم (به آلمانی: Ockenheim) یک شهر در آلمان است که در ماینتس-بینگن واقع شده‌است. اوکنهایم  ۲٬۴۲۲ نفر جمعیت دارد.